# Åbo slottsförsamling
Åbo slottsförsamling (finska: Turun linnan seurakunta) var en församling som grundades under medeltiden och fungerade fram till 1852 i Åbo i Storfurstendömet Finland. När Johan III bodde på Åbo slott som hertig av Finland tillhörde slottets invånare, Lill-Heikkilä kungsgårdens invånare och Runsalas invånare samt med soldater och fångar till slottsförsamlingen. Den lutherska församlingen var en så kallad hovförsamling. Kyrkoherdetjänsten i Åbo slottsförsamling avskaffades år 1779 och slottspredikants tjänst år 1852. Slottskyrkan i Åbo var församlingens kyrka från och med år 1706.
År 1824 flyttades invånarna till gårdar som ägdes av Åbo slott under S:t Marie församling och S:t Karins församling. Invånarna på Runsala flyttades under Åbo domkyrkoförsamling år 1852 vilket betydde att Åbo slottsförsamling hade slutat att existera.